# ABC (notazione musicale)
Il protocollo informatico ABC è un linguaggio per la scrittura musicale in formato ASCII, inventato da Chris Walshaw. Un brano musicale scritto in ABC può essere riprodotto dagli appositi programmi direttamente dalla partitura che ne risulta.

## Struttura del file ABC di un brano musicale
La scrittura in abc di un brano musicale possiede sempre due sezioni: l’Intestazione (header) ed il Corpo (body).
L’Intestazione (header) contiene i dati principali informativi: i Campi, il cui valore condiziona l'intera scrittura e quindi l'esecuzione del brano musicale, sino all'eventuale cambio di valore posto all'interno della scrittura medesima.
Il Corpo (body) contiene, invece, i dati attinenti agli elementi musicali (note, accidenti, stanghette, e gli altri simboli) particolari scritti in una partitura.

## Il Valore di default di nota - il Campo L
Il formato abc consente, innanzitutto, di impostare il “valore di default di nota” di ciascun brano. Questo valore iniziale (espresso con una frazione) è indicato nella parte di Intestazione del brano (tune header) con il simbolo L: .
Il “valore di default di nota” stabilisce per l'intero file il valore di base della durata di tutte le note scritte nel file medesimo.
Così, se per esempio un brano musicale ha un valore di default di nota pari a 1/8 (Croma), il Campo L: sarà scritto così: L:1/8 , e tutte le note scritte nel testo abc - senza alcuna diversa indicazione mediante simboli aggiuntivi - avranno un valore pari ad 1/8. Esse, pertanto, in tale esempio, saranno tutte delle Crome.
Il Campo L: può essere posto all'interno di brano per indicare un eventuale cambio di valore di default di nota.

## Indicazione della chiave di tonalità, del modo e delle scale modali (campo K)
L'indicazione di chiave è specificata dal Campo K: .
Immediatamente dopo i due punti, successivi al Campo K , deve porsi la lettera corrispondente alla tonalità. Esempio: K:G
Così, ad esempio, la scala di SOL maggiore può essere scritta in abc:
K:G
GABcdefg (o sol la si do re mi fa )
e la scala di SOL minore in questo modo:
K:Gm
GABcdefg
Le chiavi della modalità maggiore sono presunte; ma possono essere espresse attraverso il simbolo maj . Esempio: K:Gmaj .
Le chiavi in minore sono sempre espresse attraverso il simbolo m o min . Esempio: K:Gm oppure K:Gmin .
Nell'indicazione di chiave il diesis è scritto con il carattere # e il bemolle con la lettera b . Esempio:
Scala di SI bemolle: K:Bb
Scala di DO diesis: K:C#
Ulteriori indicazioni di chiave possono inoltre essere espresse da accidenti globali, come ad esempio: K:A =C . In questo caso si avrà una partitura in chiave di La maggiore con il DO all'interno della partitura sempre naturale, o - detto in altro modo - in chiave di FA# maggiore con il SOL sempre diesis.
Il Campo K: può essere posto all'interno di brano per indicare un eventuale cambio di chiave.
Riepilogo esemplificativo:
Una scala di SOL maggiore con valore di default di nota pari ad 1/8 (croma) sarà scritta:
L:1/8
K:G
GABcdefgfedcBAG
Le scale modali (Lidia, Ionica, Misolidia, Dorica, Eolica, Frigia e Locria) possono essere specificate attraverso l'indicazione dell'intero nome oppure delle prime tre lettere del Modo. Lo spazio ed il maiuscolo sono opzionali:
K: G mix
K:Gmix
K: G mixolydian
K:Gmixolydian
e
K: G miXoLYdiAn
sono tutti corretti.

## Il tempo di suddivisione della misura ed il ritmo (campi M e R)
L'indicazione del Tempo di suddivisione della misura, o metro, come il valore di default di nota, è rappresentato con le frazioni nel simbolo M:, esempio: M:6/8, M:3/4, ecc.
Il Tempo comune in 4/4 è indicato con una C , ed il tempo tagliato con C| .
Il protocollo abc inoltre prevede un Campo per il ritmo, rappresentato con il simbolo R: . Esso viene usato per catalogare e classificare le collezioni di brani in formato abc. Il testo che segue il Campo R: è libero (sebbene ci siano inserimenti ‘standard’, per esempio R:walz, R:jig, R:schottische).
Il Campo M: può essere posto anche all'interno di un brano per indicare un eventuale cambio di suddivisione della misura (metro).
Pertanto, un testo in abc di un brano in scala di SOL maggiore, tempo 6/8, ritmo "jig" e con valore di default di nota pari a 1/8 (croma), sarà così scritto:
M:6/8
L:1/8
R:jig
K:G
G A B c d e f g f e d c B A G

## Il Tempo metronomico (campo Q)
Il Tempo metronomico viene espresso con il Campo Q: ; ed indica la velocità di esecuzione del brano. Esempio: Q:120 .
In questo caso il Campo Q: indica che il tempo di esecuzione è pari a 120 note di valore di default di nota per minuto.
Si può anche usare l'indicazione Q:1/8 = 120 per specificare che il brano procede con una velocità di 120 di nota da 1/8 per minuto, senza voler considerare il valore di default di nota.
Il Campo Q: può essere posto all'interno di brano per indicare un eventuale cambio di velocità.

## Cambio dei valori di alcuni Campi all'interno di un brano
Come già visto, i Campi 'cambio di tonalità in SOL minore si porrà ‘sotto’:
K:G
GABcdefg
K:Gm
gfedcBAG
Ad ogni modo la maggior parte dei programmi consentono di utilizzare le parentesi quadre [ ] all'interno delle quali va posto il cambio di Campi.
Esempio:
K:G
GABcdefg [K:Gm] gfedcBAG .
Se si desidera cambiare due Campi alla volta, si può scrivere entrambi uno sotto l'altro, così:
K:G
GABcdefg |
M:6/8
K:Gm
gfe dcB | AGB FED |
oppure scrivere entrambi sulla medesima riga, in questo modo:
K:G
GABcdefg |
M:6/8 K:Gm
gfe dcB | AGB FED |
oppure ancora porre ambedue all'interno delle parentesi quadre nel mezzo della linea, così:
K:G
GABcdefg | [M:6/8 K:Gm] gfe dcB | AGB FED |

## Indicazione del titolo e dell'indice (campi T e X)
Il Titolo di un brano è indicato dal Campo T: .
Esempio:
T:Polca fiorata
Un brano può avere più di un titolo. In questo caso basta aggiungere un secondo, un terzo, ecc. Campo T: (ciascuno con una nuova linea di dati) ed inserirvi il titolo o i titoli alternativi.
Un altro Campo da considerare è quello dell'Indice: X: .
Molti programmi fanno uso del Campo X: per indicare l'inizio e la fine di un brano. Così se c'è un brano in un file, e una linea vuota, seguita da un Campo X: , esso delimita un brano dal successivo. È perciò opportuno includere sempre il Campo X: nell'Intestazione della scrittura abc.
Il Campo X: è posto sulla prima linea della notazione abc, ed è espresso così:
X:<numero>
È opportuno (sebbene non assolutamente essenziale) che il numero del Campo X: sia progressivo. Così, per esempio, il primo brano in un file avrà il Campo X: pari ad 1 ( X:1 ), il secondo sarà X:2, ecc.

## Altri campi (opzionali): compositore, provenienza, origine, annotazioni, etc.
Il compositore di un brano è indicato nel Campo C: , esempio: C:Mario Rossi .
La provenienza di un brano è indicata nel Campo S: , esempio: S:Ugo Bianchi, al Festival rock - febbraio 2006 .
L'origine geografica è indicata nel Campo O: , esempio: O:Appennino .
Le annotazioni di testo su un brano sono inserite nel Campo N: , esempio: N:Questo brano presenta la particolarità... .
Il Campo N: può essere ripartito attraverso diverse linee usando molteplici Campi N: .
L'identità del trascrittore o i dati della trascrizione sono presenti nel Campo Z: , esempio:
Z:Franco Verdi 7/12/2008
Altri Campi utilizzati sono:
W: per le parole del canto del brano musicale
B: per la bibliografia, etc.).

## Parole del canto (campo W)
Il Campo W: nell'intestazione può essere usato più volte a seconda delle necessità per indicare tutte le parole di una canzone come un blocco di testo. Esempio:
W:Come vorrei che tu fossi qui.
W:Torna da me per sempre.
W:Tu sei come il sole per me.
(ecc. etc.)
Le singole parole del canto saranno mostrate nella partitura al di sotto delle note del brano, se il programma che si utilizza riproduce la notazione classica occidentale.

## Ulteriori considerazioni sui campi
Come si è detto all'inizio, l'intestazione (header) contiene i vari campi informativi principali (indice, titolo, ritmo, chiave di tonalità, metro, ecc.).
Da ricordare che:
Il primo Campo è sempre quello X: .
Ogni Campo nell’intestazione è scritto su una propria linea a sé stante.
L’ultimo Campo nell’intestazione, immediatamente prima della notazione della melodia, è sempre quello K: .
I Campi dell'indice X: , del titolo T: , del metro M: , del valore di default di nota L: , e della chiave di tonalità K: sono obbligatori; tutti gli altri sono opzionali.
I Campi di solito sono scritti nel seguente ordine:
X:
T:
M:
L:
[quindi si scrivono i Campi opzionali che si intendono inserire]
[ed in ultimo:]
K:
Come già detto in precedenza, immediatamente dopo il Campo K: sulla successiva linea cominciano i dati relativi al corpo (body) del testo abc, ossia l'indicazione delle note e degli altri elementi della notazione musicale che appartengono al brano.
Se nel file formato abc sono rappresentati più brani musicali, essi saranno separati fra loro da una linea vuota, posta immediatamente dopo la fine di ciascun brano. In tal caso l'inizio del successivo brano è indicato ovviamente dal relativo nuovo Campo X: .
Non devono essere presenti linee vuote all'interno della scrittura di un brano.

## Le note
Le note vengono scritte con la notazione anglosassone. Il DO immediatamente al di sotto del pentagramma (Do centrale) è rappresentato con la lettera C - il RE immediatamente sopra il DO centrale con la lettera D - il MI al di sopra con la lettera E e così via sino al termine della scala musicale.
Iniziando, dunque, dal DO centrale le note nell'ottava sono espresse con le seguenti lettere: C D E F G A B.
Le note successive alla predetta scala sono indicate in minuscolo, esempio: c . 
Pertanto, le note delle due ottave dal DO centrale sino al SI della successiva ottava (al di sopra del pentagramma con un taglio in gola), saranno scritte così: C D E F G A B c d e f g a b .
L'ulteriore ottava superiore viene rappresentata da un apostrofo posto immediatamente dopo il nome della nota; esempio: c’ .
Volendo rappresentare, così, le tre scale, si avrà: C D E F G A B c d e f g a b c' d' e' f' g' a' b’.
Diversamente, le note dell'ottava inferiore al DO centrale sono indicate ponendo una virgola subito dopo il nome della nota.
Così, per esempio, il SI immediatamente al di sotto del DO centrale: B, .
Le quattro ottave indicate nelle precedenti spiegazioni verranno in abc così scritte:
C, D, E, F, G, A, B, C D E F G A B c d e f g a b c' d' è f' g' a' b'
Ovviamente, la gamma delle scale può essere estesa ulteriormente aggiungendo più virgole o apostrofi (a seconda se si scende o se si sale).
Esempio: C,, c" ecc.

## Durata delle note diversa da quella di default
Se la nota che si sta scrivendo è metà della durata del valore di default di nota, essa viene indicata con il simbolo di slash in avanti posto immediatamente dopo essa: C/.
Questa può essere scritta anche in quest'altro modo: C/2 .
Se la nota è, invece, pari ad un quarto del valore di default di nota, viene rappresentata così: C/4 .
Se essa è pari ad un ottavo del valore di default di nota, è scritta in quest'altro modo: C/8 .
Altre frazioni (/3, /5, /7, /16 etc.) sono ugualmente consentite.
Se la nota, che si sta scrivendo, è doppia rispetto al valore di default di nota, sarà scritta così: C2 .
Se la nota è, invece, quadrupla rispetto al valore di default di nota, si scriverà così: C4 .
Altri valori multipli (3, 5, 7, 8 etc.) sono ugualmente consentiti.
ATTENZIONE: il valore della durata di ogni singola nota deve essere sempre calcolata sulla base del "valore di default di nota" impostato nell'intestazione del brano per mezzo del Campo L: .